# Zeta Cancri
| ζ Cancri | ζ Cancri                            |
| --- | ----------------------------------- |
| Beobachtungsdaten Äquinoktium: J2000.0, Epoche: J2000.0 |                                     |
| Sternbild | Cancer                              |
| Rektaszension | 08h 12m 12,9s                       |
| Deklination | +17° 38.9′ 0″                       |
| Scheinbare visuelle Gesamthelligkeit | 4,7 mag                             |
| Astrometrie |                                     |
| Radialgeschwindigkeit | ca. −6 km/s                         |
| Parallaxe | (39,9 ± 0,8) mas                    |
| Entfernung | (25,1 ± 0,5) pc (81,8 ± 1,7) Lj     |
| Umlaufperiode | ζ1,2: ca. 1100 Jahre AB: 58,9 Jahre |
| Winkelabstand | ζ1,2: 6" AB: 1"                     |
| Einzeldaten |                                     |
| Scheinbare Helligkeit | A: 5,6 mag                          |
| Spektralklasse | A: F7 V B: F9 V C: G0 V D: M        |
| Bezeichnungen und Katalogeinträge |                                     |
| ζ Cancri: 16 Cancri • BD +18° 1867 • HIP 40167 • Σ 1196 • ADS 6650 • WDS J08122+1739 ζ Cancri AB: ζ1 Cancri • SAO 97645 ζ Cancri A: HR 3208 • HD 68257 ζ Cancri B: HR 3209 • HD 68256 ζ Cancri CD: ζ2 Cancri • HR 3210 • HD 68255 |                                     |

ζ Cancri (Zeta Cancri, kurz ζ Cnc) ist ein etwas mehr als 80 Lichtjahre entferntes Sternsystem im Sternbild Cancer (Krebs). Der Stern trägt den historischen Eigennamen Tegmen (lat. "Bedeckung, Hülle, Gewand", auch Tegmine).
Die IAU hat am 12. September 2016 den Eigennamen Tegmine als standardisierten Eigennamen festgelegt, allerdings nur für den hellsten Stern. Alle anderen Sterne bzw. Komponenten des Sternsystems haben demnach keinen Eigennamen.
Das System besteht aus mindestens vier, wahrscheinlich fünf, Sternen. Die Komponenten A und B sind Hauptreihensterne der Spektralklasse F und umkreisen sich mit einer Periode von rund 59 Jahren. Gemeinsam werden sie aus historischen Gründen als ζ1 Cancri bezeichnet. Die Komponente A hat eine scheinbare Helligkeit von 5,6 mag. Die Komponente C ist ein G-Hauptreihenstern und Komponente D besteht vermutlich aus zwei (bisher nicht aufgelösten) M-Sternen; sie tragen auch die Bezeichnung ζ2 Cancri. Der Umlauf des Systems CD um AB dauert etwa 1100 Jahre.
Da der Winkelabstand zwischen A und B zurzeit nur 0,8 Bogensekunden beträgt (Positionswinkel: 72 Grad), ist zu ihrer Trennung ein Fernrohr von 20 Zentimetern Objektivdurchmesser nötig. Der Abstand wird sich bis zum Jahr 2020 vergrößern, so dass dann die Auflösung auch mit kleineren Instrumenten gelingen sollte. Die Trennung des Systems CD von AB ist schon mit einem Teleskop mit 5 Zentimeter Objektivöffnung problemlos möglich, da der Winkelabstand 5,7 Bogensekunden beträgt (Positionswinkel: 88 Grad).
Alle Komponenten von ζ Cancri können als ekliptiknahe Sterne vom Mond und (sehr selten) auch von Planeten bedeckt werden.
Die Doppelsternnatur von ζ Cancri wurde 1756 von Tobias Mayer und seine Dreifachsternnatur 1783 von William Herschel entdeckt.